# Санти Козма е Дамиано
Са̀нти Ко̀зма и Дамиа̀но (на италиански: Santi Cosma e Damiano) е градче и община в Централна Италия, провинция Латина, регион Лацио. Разположено е на 181 m надморска височина. Населението на общината е 6917 души (към 2011 г.).